# Mielagėnai
Mielagėnai (Mielegiany in polacco) è una città del distretto di Ignalina della contea di Utena, nell'est della Lituania. Secondo un censimento del 2011, la popolazione ammonta a 236 abitanti.
La città si è sviluppata nei pressi della frontiera bielorussa e non distantissima dalla Lettonia.
Il monumento più famoso di Mielagėnai è sicuramente la chiesa di San Giovanni Battista, eretta nel 1790. È il centro più importante dell’omonima seniūnija.
La città ha dato i natali ad Augustinas Janutėnas, uno dei più noti knygnešiai, ossia contrabbandieri di libri.

## Storia

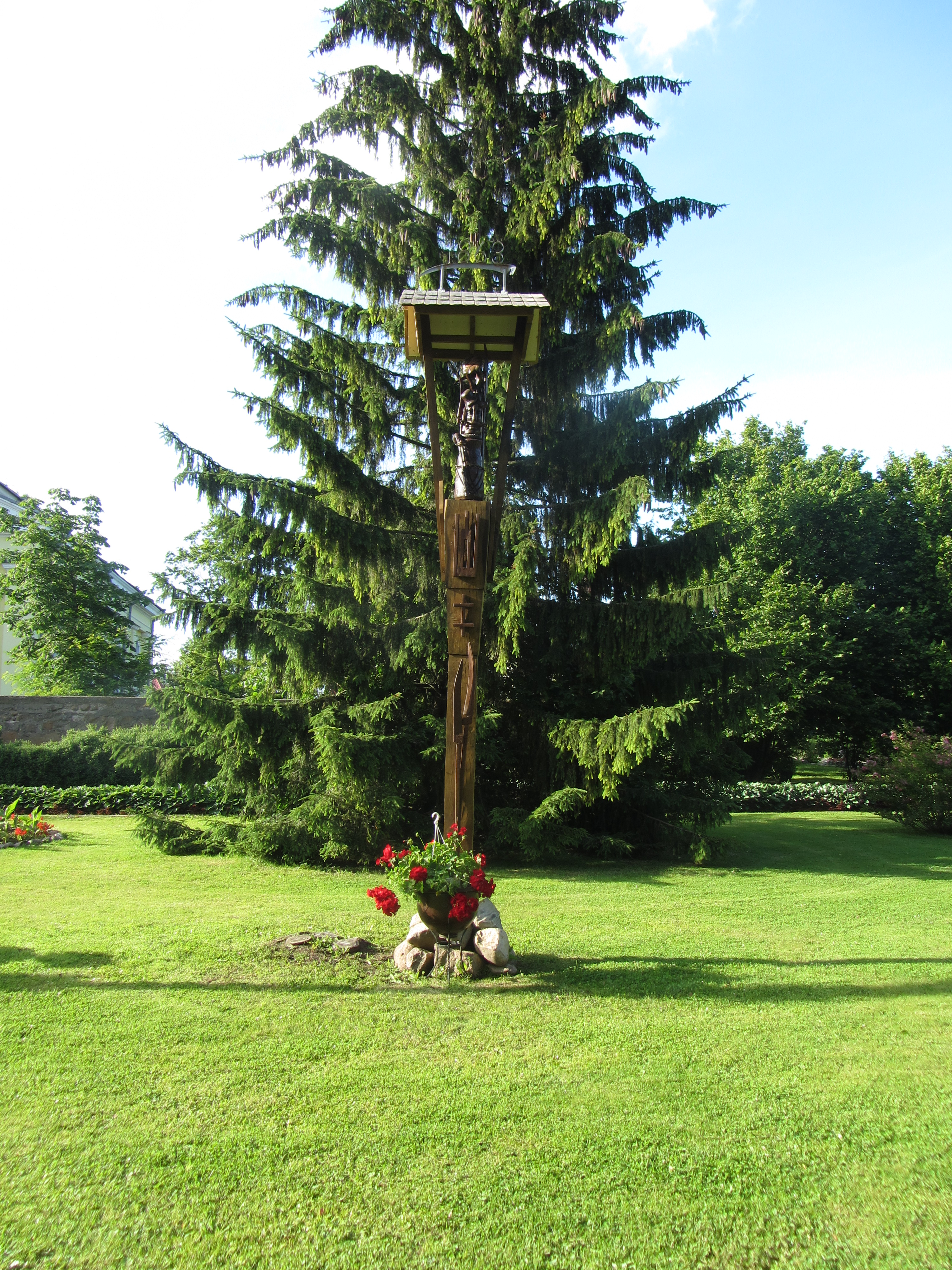
Giardino del parco locale

L’insediamento viene nominato per la prima volta in atti ufficiali nel 1656. Le fonti dimostrano che i proprietari delle terre di Paliesius, Mielagėnai e Krikonys I fossero borghesi della Livonia Nel 1760, il nobile della Livonia J. Graf, che aveva temporaneamente governato sul luogo, fece erigere una chiesa. 
Dal 1828, si ha notizia di una scuola parrocchiale: quest’ultima divenne centro attivo per lo smercio di libri durante il bando della stampa lituana operativo dal 1865 al 1904: dal 1893 al 1915 nella scuola elementare locale fu insegnato il russo.
Il quotidiano Vilniaus žinios (notizie di Vilnius) descriveva così Mielagėnai nel 1905:
Dal 1920 al 1939, Mielagėnai appartenne alla Seconda Repubblica di Polonia. Quando avvenne la seconda occupazione sovietica, fu costruito un tratto stradale che permette di collegare più agevolmente la futura RSS bielorussa e la RSS lituana.
Nel luglio del 1941, per ordine del governo tedesco, 15 famiglie ebree furono sfrattate dalle proprie abitazioni. Il centro abitato fu poi incendiato nel luglio del 1944, quando i nazisti si stavano ritirando verso la Polonia.
Tra il 1944 e il 1953, le autorità sovietiche deportarono 8 persone, incluso il sacerdote locale K. Gumbaragis. Dal 1949 al 1991 divenne sede di fattorie collettive: nello stesso periodo si ebbe la costruzione di una biblioteca e di una casa della cultura. 
Dal 2008 lo stemma attuale di Mielagėnai è divenuto quello ufficiale.